# 3002
سنة 3002م هي سنة كبيسة تبدأ يوم الثلاثاء حسب التقويم الغريغوري